# ルーク・コープマンス
ルーク・コープマンス（Luuk Koopmans、1993年11月18日 - ）は、オランダ・オス出身のサッカー選手。フォルトゥナ・シッタート所属。ポジションはGK。

## クラブ経歴
NECナイメヘンとFCオスの下部組織が融合したユースチームであるVoetbal Academie NECで育成され、2010-11シーズン、NECナイメヘンのトップチームに昇格した。シーズン終了後、ウェストハム・ユナイテッドFCとストーク・シティFCでトライアルを受け、ストークと契約寸前まで達したが、金銭面でクラブ側が断念した。その後は帰国してアマチュアクラブのSVオス'20に加入した後FCオスに引き抜かれた。
2015年7月1日、PSVアイントホーフェンと3年+1年延長契約を結んだ。
2018-19シーズはMVVマーストリヒトにレンタルした。
2019-20シーズンはエールディヴィジのADOデン・ハーグにレンタル移籍した。その後完全移籍となった。
2023年6月29日、フォルトゥナ・シッタートに2年契約で移籍した。